# Нове-Место-на-Мораве
Нове-Место-на-Мораве (чеш. Nové Město na Moravě, пер. «Новый город в Моравии») — город в районе Ждяр-над-Сазавоу края Высочина, Чехия. Находится на южной окраине Ждярских гор в 10 км к востоку от города Ждяра-над-Сазавоу.

## История
Город был основан около 1250 года Бочеком из Обрани, основателем цистерцианского монастыря в Ждяре-над-Сазавоу.
Первое письменное упоминание о деревне относится к 1267 году, где поселение упоминается как Бочконов (Бочков) в документе, подтверждающем наследие Бочека монастыря. Как Новый город впервые упоминается в 1293 году под названием «Nova Civitas» в списках короля Вацлава II.

## Достопримечательности

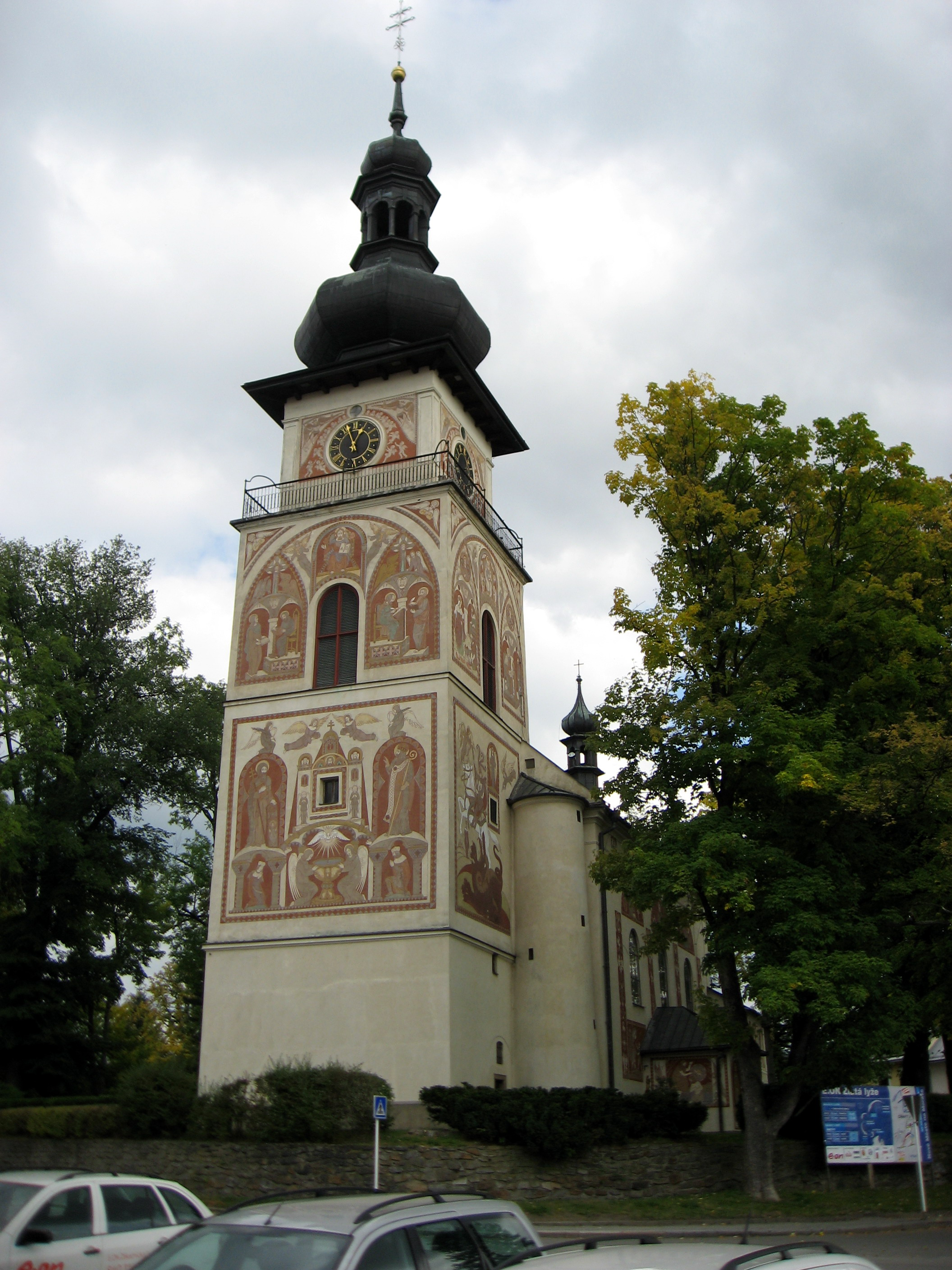
Костёл святой Кунигунды

Город имеет хорошо сохранившийся исторический центр.
- Костёл святой Кунигунды[чеш.], самая старая часть которого была построена в XIV веке.
- Кладбище церкви Успения Богородицы (чеш. Kostel Nanebevzetí Panny Marie), впервые упоминающееся в 1596 году.
- Новоместский замок[чеш.], строительство которого началось в 1589 году.
- Старая ратуша 1555 года.
- Евангелическая церковь 1898 года, построенная в стиле нео-ренессанса.

## Спорт
С 1934 года в окрестностях города проводится турнир «Золотая лыжня Чешско-Моравской возвышенности» (чеш. Zlatá lyže Českomoravské vrchoviny). К северо-западу от города находится биатлонный комплекс «Vysočina». На комплексе неоднократно проходили этапы Кубка Европы и Кубка мира по биатлону, а в 2013 и 2024 годах были проведены чемпионаты мира по биатлону. 
В окрестностях города в 2007 году проводился чемпионат мира по спортивному ориентированию на велосипедах, а ранее в 2000 году — чемпионат мира среди юниоров. Выбор места проведения чемпионатов мира обусловлен интересной местностью для ориентирования.

## Известные уроженцы
- Блажичек, Олдржих — художник-пейзажист
- Маковский, Винценц — скульптор
- Штурса, Ян — скульптор
- Сабликова, Мартина — трёхкратная олимпийская чемпионка по конькобежному спорту
- Бради, Хана — чешская девочка еврейского происхождения, убитая в период Холокоста. В 2002 году о ней была написана биографическая книга «Чемодан Ханы»
- Земанова, Ивана — жена президента Чехии Милоша Земана
- Шин, Отакар — композитор, музыкальный педагог, теоретик. Действительный член Чешской академии наук и искусств. Дважды лауреат Государственной премии Чехословакии (1930 и 1937).

## Население
| Год  | Численность | Численность |
| ---- | ----------- | ----------- |
| 1869 | 5871        | [ 9 ]       |
| 1880 | 5860        | [ 9 ]       |
| 1890 | 5746        | [ 9 ]       |
| 1900 | 5655        | [ 9 ]       |
| 1910 | 5761        | [ 9 ]       |
| 1921 | 5466        | [ 9 ]       |
| 1930 | 5348        | [ 9 ]       |
| 1950 | 6021        | [ 9 ]       |
| 1961 | 6194        | [ 9 ]       |
| 1970 | 8196        | [ 9 ]       |
| 1980 | 9730        | [ 9 ]       |
| 1991 | 10 426      | [ 9 ]       |
| 2001 | 10 471      | [ 9 ]       |
| 2014 | 10 180      | [ 10 ]      |
| 2016 | 10 120      | [ 11 ]      |
| 2017 | 10 110      | [ 12 ]      |
| 2018 | 10 063      | [ 13 ]      |
| 2019 | 10 098      | [ 14 ]      |
| 2020 | 10 049      | [ 15 ]      |
| 2021 | 10 006      | [ 16 ]      |
| 2022 | 9829        | [ 17 ]      |
| 2023 | 9919        | [ 18 ]      |
| 2024 | 9904        | [ 19 ]      |
| 2025 | 9834        | [ 3 ]       |